# Тобе-Чокрак (родник)
Тобе-Чокрак (укр. Тобе-Чокрак, крымскотат. Töbe Çoqraq, Тёбе Чокъракъ) — источник в Крыму, исток реки Тобе-Чокрак, расположенный в селе Родниково Симферопольского района, на северо-западных склонах Внешней гряды Крымских гор. Дебет источника 7 л/мин
В материалах Партии Крымских Водных изысканий 1916 года учтено 23 родника, питающие реку и высота источника у деревни Кульчук (родник Тобе-Чокрак) указана в 159 м (современными методами высота источника определена в 156 м).

 Впервые в литературе родник  упоминается в путеводителе Сосногоровой 1889 года при описании пути из Симферополя в Евпаторию
…редким оазисом являются окрестности источника Тобе-Чокрак …при дороге, в 12 верстах от  Симферополя…
В те же годы родник, ещё безымянный, впервые указан на карте
В 2011 году, по заявлению крымскотатарского депутата Родниковского сельсовета, был проведён анализ воды в роднике по микробиологическим и санитарно-химическим показателям, который показал несоответствие качества воды санитарно-гигиеническим нормам. 25 марта 2011 года митрополит Симферопольский и Крымский Лазарь освятил источник во имя иконы Божией Матери «Живоносный источник». В 2019 году у родника был установлен крест на месте будущей часовни в честь иконы Божией Матери «Живоносный источник»